# DJs from Mars

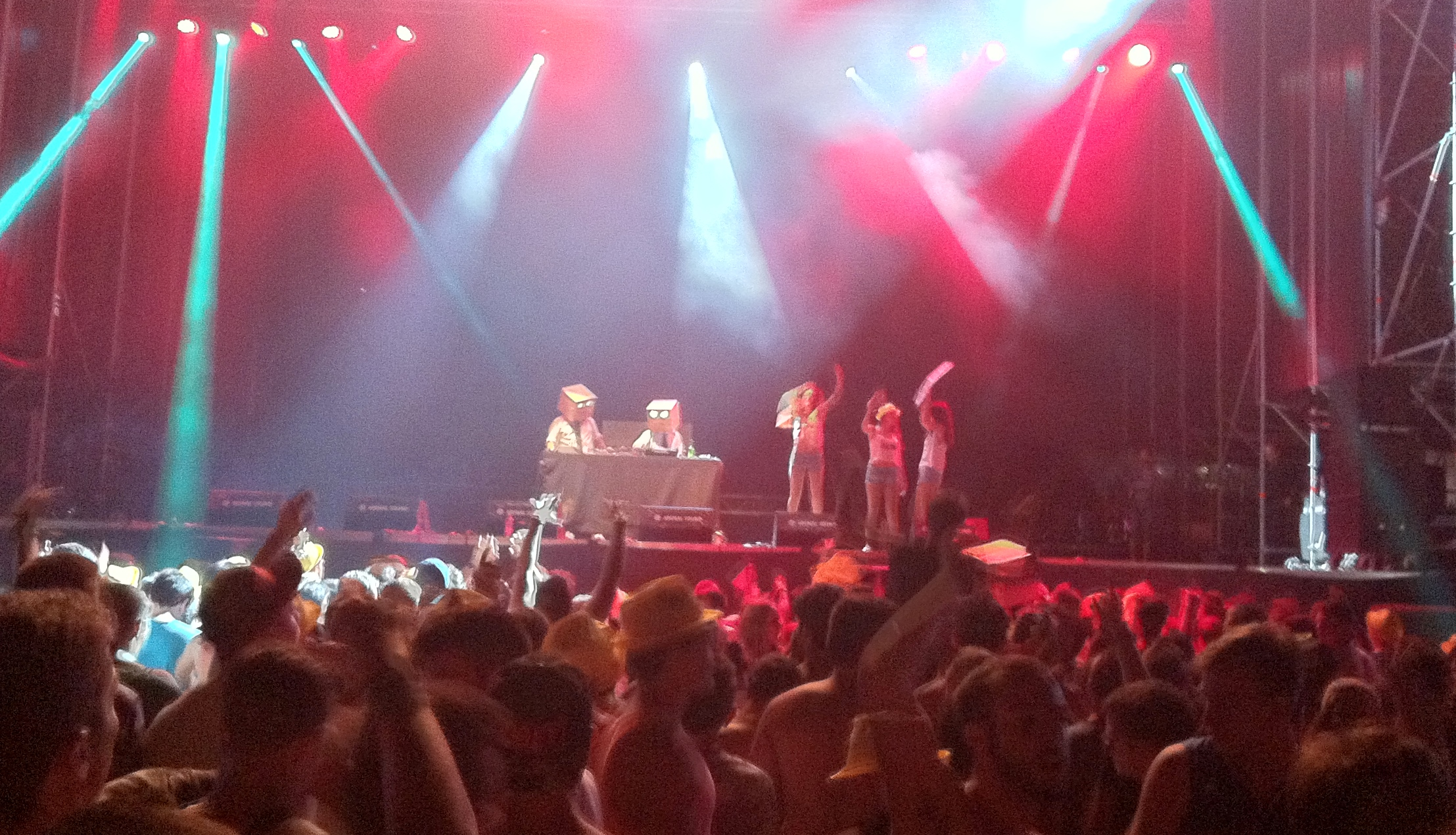
Djs From Mars no Festival Arenal Sound, Espanha. Agosto de 2014.

Djs From Mars é um dueto italiano de música eletrônica.
O projeto se iniciou em 2003 depois de um encontro entre os produtores Luca Ventafridda (conhecido como Ventafunk) e Massimiliano Garino (conhecido como Aqualuce).
Alguns anos depois, eles passaram a compor músicas em conjunto com a alcunha de "Djs From Mars".
Alguns sucessos do conjunto são "Non Dormo Piu", "Dirty Mary" e "Don't Give Up".

## Discografia

### Álbuns

#### 2010
- Alien Nation vol.1

- Alien Nation vol.2

### Singles & EPs
- 2003
  - Dj's From Mars - Non Dormo Più
- 2004
  - Dj's From Mars - Open Sesame
  - Djs From Mars - Kipo Mambo (Mama Made A Disco Groove)
- 2007
  - Djs From Mars - The Motherfucker
- 2008
  - Djs From Mars - Who Gives A Fuck About Deejays
  - Djs From Mars - Dirty Mary (My Name Is)
  - Djs From Mars - Saturday Night On The Moon
- 2009
  - Djs From Mars - Suono & Immagine
  - Djs From Mars - Don't Give Up
  - db Pure vs Djs From Mars - Revolution Radio
- 2010
  - Rico Bernasconi vs Djs From Mars - Luv 2 Like It
  - Brooklyn Bounce vs Djs From Mars - Club Bizarre
- 2011
  - Brooklyn Bounce vs Djs From Mars - Sex Bass & Rock 'n' Roll 2k11
  - Picco vs Djs From Mars - Can't Come Home
  - Gabry Ponte + Djs From Mars + Bellani & Spada - Que Pasa
- 2012
  - Djs From Mars feat. Fragma  - Insane (In Da Brain)